# Virginité perpétuelle de Marie

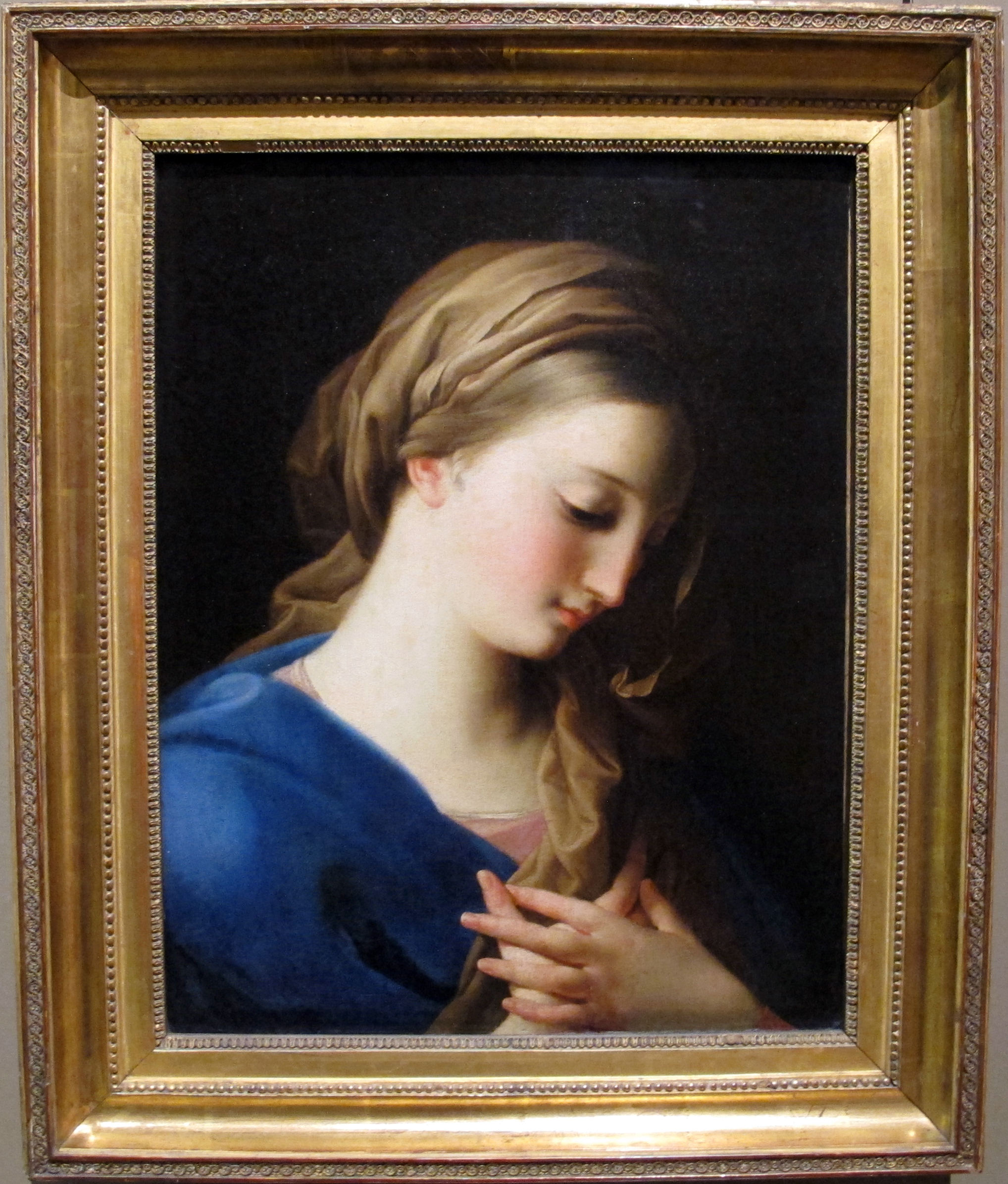
La Vierge de l’Annonciation de Pompeo Batoni (1740).

La virginité perpétuelle de Marie (« toujours vierge ») est une doctrine qui veut que Marie soit restée vierge avant la naissance de Jésus, pendant et après cette naissance, et jusqu'à sa propre mort (ante partum, in partu, post partum).
Cette doctrine est commune aux catholiques et aux orthodoxes. Elle n'est pas reçue par les Églises protestantes, même si les réformateurs acceptent l'idée que Marie fut vierge avant la naissance de Jésus, comme l'indiquent les Évangiles. Elle est admise par la majorité des Pères de l'Église. La mention des « frères et sœurs de Jésus » dans différents passages du Nouveau Testament (par exemple Marc 3,31-32 ou Marc 6,3) est, de ce fait, loin d'être comprise de la même façon par tous les chrétiens (voir frères de Jésus). L'interprétation de Mt 1,25 (καὶ οὐκ ἐγίνωσκεν αὐτὴν ἕως οὗ ἔτεκε τὸν υἱὸν / kaì ouk egínôsken autền héôs hoû éteke tòn huiòn, « mais il ne la connut point jusqu’à ce qu’elle eût enfanté un fils », le verbe grec γιγνώσκειν / gignốskein, « connaître » étant une transcription littérale de l'expression sémitique yāda désignant le fait d'avoir des relations sexuelles) fait également l'objet de débats, notamment sur la préposition heôs, « jusque ».
Cette doctrine est distincte du dogme catholique de l'Immaculée conception, selon lequel Marie a été préservée du péché originel.
La tradition relative à la virginité de Marie est parfois considérée comme un théologoumène, à savoir une affirmation théologique présentée comme un fait historique d’une réalité saisissable seulement dans la foi,.

## Prophéties d'Isaïe
Isaïe évoque en 7:14 une jeune femme qui enfante un fils. Il emploie le terme hébreu de almah (עַלְמָה ‘almāh), qui signifie « jeune fille » ou « jeune femme » mais ne précise pas si cette personne est vierge. C'est la Septante qui rend ce mot par celui de παρθένος / parthénos, qui signifie le plus souvent « vierge ».

« C’est pourquoi le Seigneur lui-même vous donnera un signe : Voici que la jeune femme a conçu, et elle enfante un fils, et elle lui donne le nom d’Emmanuel. »

— Livre d'Isaïe, chapitre 7, verset 14

« Avant d’être en travail, elle a enfanté ; avant que les douleurs lui vinssent, elle a mis au monde un enfant mâle. Qui a jamais entendu chose pareille, qui n’a jamais rien vu de semblable ? Un pays naît-il en un jour, une nation est-elle enfantée d’un seul coup, que Sion, à peine en travail ait mis au monde ses fils ? »

— Livre d'Isaïe, chapitre 66, versets 7 et 8

## Conception virginale de Jésus
La conception virginale est la doctrine chrétienne selon laquelle Marie a conçu son fils Jésus tout en restant vierge.

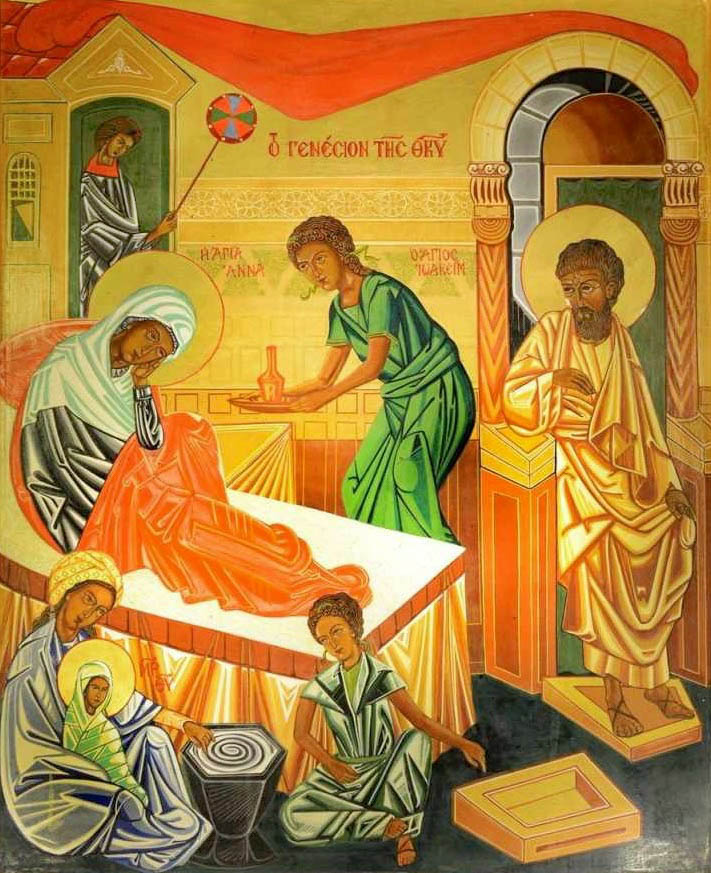
Icône de la Nativité de la Vierge Marie, église Sainte-Anne de Jérusalem.

L'idée que la virginité de Marie a été préservée lors de la naissance de Jésus vient de l'Évangile de Matthieu, chapitre 1, verset 25, où il est écrit que son mari n'a pas eu des relations sexuelles avec Marie au cours de sa grossesse :
« Mais il ne la connut point jusqu'à ce qu'elle eût enfanté un fils, auquel il donna le nom de Jésus ».
Les premiers Pères de l'Église avaient estimé que si Marie n'avait pas eu de relations sexuelles avec un homme, y compris avec son mari, elle était encore vierge au moment de la naissance de Jésus.
Cette conviction a pu également se fonder sur une tradition orale, ainsi que sur le passage d'Isaïe 7 (compris d'après la traduction grecque de la Septante, voir supra) : « Voici que la Vierge concevra et enfantera un fils », l'utilisation de ces deux verbes insinuant que Marie resta vierge — miraculeusement — tant lors de la conception que lors de l'accouchement.
Les Docteurs de l'Église (par exemple Bernard de Clairvaux, Irénée de Lyon, né en Orient, et saint Éphrem, de tradition syriaque et donc relativement extérieure à l'influence gréco-latine) considèrent comme une vérité indiscutable et admise par tous dans l'Église que la naissance de Jésus fut miraculeuse et que Marie est restée vierge même pendant cette naissance miraculeuse. Ils font volontiers référence à l'image du tombeau scellé de Jésus, dont il est sorti lors de la résurrection sans briser les scellés. Jean-Paul II a fait à ce sujet un discours le 24 mai 1992 pour le 16e centenaire du concile de Capoue.
La constitution dogmatique Lumen gentium, adoptée par le concile de Vatican II (propre aux catholiques) déclare :

« Cette union [de Marie et de Jésus] se manifeste ensuite à la nativité, lorsque la Mère de Dieu, toute joyeuse, montra aux bergers et aux Mages son Fils premier-né, lui qui n'a pas lésé sa virginité, mais l'a consacrée. »

## Virginité perpétuelle

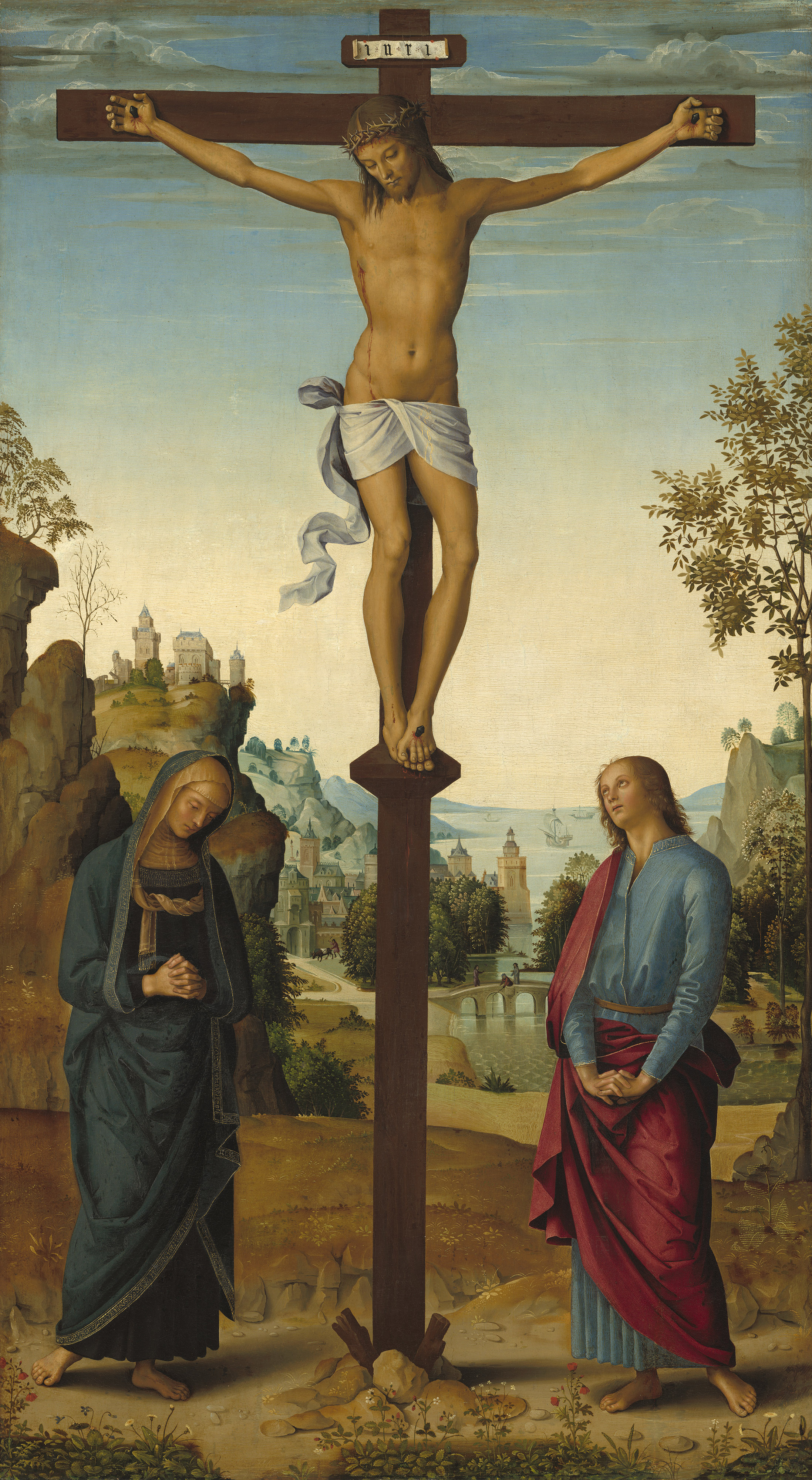
Crucifixion par le Pérugin.

La doctrine de la virginité perpétuelle est que Marie est restée vierge avant, pendant et après la naissance de Jésus.
Elle est inscrite dans le symbole de foi d'Épiphane de Salamine, en 374 :
Le Fils de Dieu « s'est incarné c'est-à-dire a été engendré parfaitement de sainte Marie, la toujours vierge, par le Saint-Esprit ».
et proclamée (comme une « vérité de foi ») lors du deuxième concile de Constantinople (553) qui prononce dans le second anathème :
« Le Verbe de Dieu, s'étant incarné dans la sainte et glorieuse Mère de Dieu et toujours Vierge Marie est né d'elle” ».
Elle est fondée sur les paroles de Jésus sur la croix dans l'Évangile selon Jean (19, 26-27) où Jésus confie sa mère, la Vierge Marie, au disciple Jean :
« Près de la croix de Jésus se tenaient sa mère et la sœur de sa mère, Marie, femme de Clopas, et Marie de Magdala.
Jésus, voyant sa mère, et auprès d'elle le disciple qu'il aimait, dit à sa mère: « Femme, voilà ton fils ».
Puis il dit au disciple : « Voilà ta mère ». Et, dès ce moment, le disciple la prit chez lui ».
Prenant ce texte à la lettre, la tradition estime que si Marie avait eu d'autres enfants, ceux-ci se seraient occupés d'elle, et que Jésus n'aurait pas eu à confier sa mère à Jean.
Toutefois, Jésus est décrit dans les Évangiles comme ayant des « frères », Jacques, Joset (ou José ou Joseph suivant les manuscrits), Jude, et Simon (ou Siméon), ainsi que des « sœurs » (Mc 6. 3 ; Mt 13. 56). Le débat exégétique est ouvert entre chrétiens sur la nature de cette fraternité.
L'Église catholique, à la suite de Jérôme, conclut que les « frères de Jésus » étaient les cousins de Jésus (enfants de la sœur de la vierge Marie, que Jérôme identifie avec Marie, femme de Cleopas), tandis que l'Église orthodoxe orientale, à la suite d'Eusèbe et d'Épiphane, affirme qu'ils étaient les enfants de Joseph d'un mariage antérieur à celui de Marie. Les anglicans, les luthériens et les méthodistes sont d'accord avec ce point de vue,.
Le Protévangile de Jacques, un évangile apocryphe datant de 150 après J.-C., était une source largement influente pour la doctrine chrétienne concernant Marie. Il mentionne la virginité de Marie non seulement avant la naissance de Jésus, mais pendant et après la naissance. Celui-ci mentionne que Joseph était veuf, avec des enfants, au moment où Marie est confiée à ses soins. Il fait également référence au fait que les « frères de Jésus » seraient les fils de Joseph par un mariage antérieur.
Origène, dans son Commentaire sur saint Matthieu (vers l'an 248), mentionne expressément la croyance en la virginité perpétuelle de Marie. Comme le souligne Luigi Gambero, « Non seulement Origène n'a aucun doute, mais il semble directement impliquer que c'est une vérité déjà reconnue comme partie intégrante du dépôt de la foi ».

## Le vœu de virginité

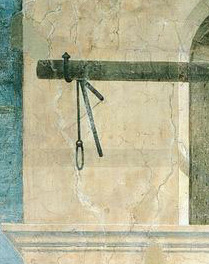
Symbole de la virginité de Marie (détail de La Légende de la Vraie Croix) par Piero della Francesca,

Les Docteurs de l'Église admettent généralement que Marie avait fait vœu de virginité, en fonction de sa question à l'ange « Comment cela se fera-t-il, puisque je ne connais pas d'homme ? » (ce qui signifie en langage biblique : puisque je n'ai pas de relations sexuelles avec un homme). Augustin, cité et approuvé par Thomas d'Aquin, observe qu'elle n'aurait pas prononcé cette phrase « si elle n'avait pas antérieurement consacrée à Dieu sa virginité ». La phrase « je ne connais pas d'homme » reste cohérente avec le fait que Marie était fiancée à ce moment, mais non encore mariée.
Bernard de Clairvaux écrit dans son Sermon à la louange de la Vierge Mère : « Naître d'une vierge était la seule naissance digne de Dieu ; et donner le jour à Dieu était le seul enfantement qui puisse convenir à une vierge. (…) Il donna donc à la Vierge d'enfanter, lui qui avait déjà inspiré en elle le vœu de virginité et lui avait dispensé par avance cette valeur précieuse qu'est l'humilité. (…) elle reçut le don de la virginité (…) vierge de corps, vierge d'esprit, vierge aussi par décision et engagement… ».
Les autres docteurs de l'Église parlent dans le même sens : Alphonse de Liguori les résume dans l'ensemble de ses œuvres sur Marie. Il dit par exemple dans Les Gloires de Marie, au cours de son commentaire pour la fête de la Présentation : « Ce fut alors, comme on le croit, qu'elle fit son vœu de virginité, vœu qui n'avait jamais été fait avant elle, comme le dit l'abbé Rupert (…). »

## Position protestante
Selon les doctrines protestantes, Marie aurait eu, après la naissance de Jésus, des enfants avec Joseph, hypothèse qui n'altère pas la virginité de Marie à la naissance de Jésus.
Marc 3,32 La foule était assise autour de lui, et on lui dit : Voici, ta mère et tes frères [et tes sœurs] sont dehors et te demandent.
L'Église catholique a considéré que ces frères étaient en réalité des cousins, fils d'une autre Marie dite mère de Jacques et Joset en Mc 15,40 et Mt 27,56, mère de Jacques en Mc 16,1 et Lc 24,10 et mère de Joset en Mc 15,47, le mot « frère » étant en fait utilisé pour parler de relations plus éloignées, ce qui pourrait contredire le texte, dit prophétique, de Ps 69.9 ; les textes évangéliques se seraient conformés à cet usage, bien qu'ils soient écrits en grec, langue dans laquelle existe un mot pour « cousin » contrairement aux langues sémitiques, ce qui pose un problème, mais on retrouve ce même mot frère (αδελφος, adelphos) dans la Bible grecque, la Septante, pour désigner des cousins, des amis, des proches dans des contextes tout à fait différents quant au texte produit par une civilisation judéo-hellénistique, celle d'Alexandrie. Dans les rares cas où est utilisé le mot « frère » pour désigner un proche parent qui n'est pas frère de sang, la précision du degré de parenté (fils de « … ») est de mise et se rencontre presque toujours, rendant le texte assez clair quant à la situation des personnages. Il faut encore noter le sens de chacun des passages où il est fait mention des proches du Christ, et de leur traduction logique : ainsi Élisabeth est désignée sans équivoque comme une cousine de Marie. Les sœurs de Jésus, dont on ignore le nom, sont également évoquées dans un sens explicite au vu du contexte où il en est fait mention.
Bien que les Réformateurs protestants notables aient mis en doute de nombreuses doctrines traditionnelles, la doctrine de la virginité perpétuelle de Marie n'en a pas fait partie, au moins dans un premier temps. Martin Luther, Ulrich Zwingli, Jean Calvin et John Wesley l'ont tous acceptée. Diarmaid MacCulloch, un historien de la Réforme, a écrit que la raison pour laquelle les réformateurs ont confirmé la virginité perpétuelle de Marie, et pour laquelle ils avaient « un respect et une affection véritables et profonds » envers Marie, était qu'elle était « la garantie de l'Incarnation de Christ », enseignement qui était refusé par les mêmes radicaux qui niaient la virginité perpétuelle de Marie. Cependant, l'absence dans la Bible de déclarations claires confirmant cette doctrine, jointe au principe de la sola scriptura, plaça les références à cette doctrine en dehors du credo de la Réforme et de ses croyances ; il s'y ajouta la tendance à associer la vénération de Marie à l'idolâtrie et le rejet du célibat ecclésiastique. Tout cela conduisit par la suite au refus de cette doctrine dans la plupart des Églises protestantes.

## Point de vue musulman
Le Coran fait aussi part de la virginité de Marie au moment de la naissance, dans la sourate 19 Maryam, verset 20 : « Elle dit : “Comment aurais-je un fils, quand aucun homme ne m’a touchée, et que je ne suis pas prostituée ?” ».
Il souligne le caractère miraculeux de la naissance virginale de Jésus.
Deux sourates évoquent la virginité perpétuelle de Marie, la sourate 21, Les prophètes, au verset 91 :

« Nous soufflâmes notre esprit à celle qui a conservé sa virginité ; nous la constituâmes, avec son fils, un signe pour l'univers. »

et la sourate 66, La défense, au verset 12 :

« Et Marie, fille d’Imran qui conserva sa virginité, nous lui inspirâmes une partie de notre esprit. Elle crut aux paroles du Seigneur, à ses livres ; et elle était du nombre des personnes pieuses. »